# Nagytótlaki mester
A nagytótlaki mester 1490 körül működött festő, a dunántúli eredetű nagytótlaki oltár szárnyainak mestere. Az ő műve az a három tábla, mely ismeretlen helyről került az esztergomi Keresztény Múzeumba. Stílusában osztrák mesterekhez kapcsolódik.